# آنخل كوميسو
آنخل كوميسو (بالإسبانية: Ángel David Comizzo) (مواليد 27 أبريل 1962) هو لاعب كرة قدم. يلعب مع منتخب الأرجنتين لكرة القدم. سبق له أن لعب في كأس العالم لكرة القدم مع منتخب بلاده.

## الروابط الخارجية
- آنخل كوميسو على موقع الاتحاد الدولي (مؤرشف)  (الإنجليزية)
- آنخل كوميسو على موقع قاعدة بيانات كرة القدم.إي يو (الإنجليزية)
- آنخل كوميسو على موقع Soccerway.com (الإنجليزية)